# Червона краватка
«Червона краватка» (рос. «Красный галстук») — радянський чорно-білий дитячий художній фільм 1948 року, знятий на кіностудії «Союздитфільм». Екранізація однойменної п'єси Сергія Михалкова.

## Сюжет
Директор заводу Вишняков разом з тринадцятирічними близнюками Мариною і Валерієм виховує їх ровесника Шуру Бадейкіна, батько якого загинув на фронті, а мати померла від важкої хвороби. Хлопці дружні, встигають в школі і на хорошому рахунку в піонерській дружині, проте Валерій проявляє в спілкуванні з близькими і товаришами все більше егоїзму і зарозумілості. Одного разу Вишняков помітив, що його син перестав носити піонерську краватку і значок. З'ясувалося, що Валерія виключили з піонерів, коли, навчаючись в іншій школі, він відмовився виконати суспільне доручення — малювати стінгазету — і зняв з себе краватку. Коли батько, комуніст і відповідальна людина, присоромив сина і назвав боягузами тих, хто, злякавшись труднощів, відмовляється від своїх переконань, Валерій написав заяву з проханням знову прийняти його в піонери. Однак під час обговорення на раді дружини Шура чесно розповів усе, що він думає про Валерія і мотиви його вчинків. В результаті Валерій, якого не прийняли в піонери, образився і образив Шуру, сказавши, що той — не товариш, а зрадник, що відплатив наклепом за все, що зробила для нього сім'я Вишнякових. Тоді принциповий Шура переселяється до вчителя Кочубея — колишнього сусіда своїх батьків, демобілізованого з армії, а Валерій, який не хоче визнати власну неправоту, відчуває на собі бойкот однокласників… Зрештою за сприяння Кочубея, Марини і шкільних товаришів дружба хлопців перемагає: Шура, усиновлений Вишняковим, стає зведеним братом близнюків, а Валерій, що виправився та пообіцяв не ображатися на правду, знову одягає червону краватку.

## У ролях
- Олександр Соколов —  Валерій Вишняков
- Ірина Начинкина —  Марина Вишнякова
- В'ячеслав Котов —  Шура Бадейкін
- Анатолій Ганичев —  Вася Чашкин, член ради дружини
- Олександр Хвиля —  Вишняков, директор заводу
- Галина Степанова —  Надія Іванівна Вишнякова
- Віра Окунєва —  Капітоліна Петрівна, мати Вишнякова
- Віталій Доронін —  вчитель Кочубей, офіцер, який демобілізувався
- Микола Богатирьов —  піонервожатий Володя
- Андрій Абрикосов —  Герой Радянського Союзу на церемонії прийому в піонери
- Марія Яроцька —  сусідка Шури Бадейкіна
- Володимир Уральський —  Лапшин

## Знімальна група
- Автор сценарію: Сергій Михалков
- Режисери: Володимир Сухобоков, Марія Сауц
- Оператори: Леонід Дульцев, Борис Монастирський
- Художник: Ігор Бахметьєв
- Композитор: Анатолій Лєпін